# Kościół św. Marcina w Długich Starych
Kościół świętego Marcina w Długich Starych – rzymskokatolicki kościół parafialny należący do parafii pod tym samym wezwaniem (dekanat święciechowski archidiecezji poznańskiej).
Jest to budowla murowana, w zrębie późnogotycka, wybudowana z fundacji Kotwiczów-Dłuskich. Gruntownie została wyremontowana pod koniec XIX wieku i później w 1966 roku. Wieża, w części górnej drewniana, została zbudowana w 1809 roku. Wnętrze nakrywa sklepienie kolebkowe. Prezbiterium jest ozdobione polichromią ze sceną Zwiastowania wykonaną w połowie XVIII wieku. Do wyposażenia kościoła należą: ołtarz główny w stylu barokowo-regencyjnym z około 1720–1730 roku, ozdobiony rzeźbami i obrazem Matki Boskiej z Dzieciątkiem z około połowy XVII wieku, na zasuwie jest umieszczony obraz Wniebowstąpienia Najświętszej Marii z pierwszej połowy XVIII wieku, będący kopią obrazu głównego kościoła parafialnego we Wschowie, a także tabliczki wotywne wykonane w XVII i XVIII wieku. Dwa boczne ołtarze w stylu rokokowym ozdobione są rzeźbami aniołów i świętych powstałymi około 1770 roku, natomiast rokokowa chrzcielnica pochodzi z 1765 roku. Wśród rzeźb znajdujących się w świątyni na uwagę zasługują: gotycka figura Matki Boskiej z Dzieciątkiem wykonana około 1430 roku, późnogotycki Chrystus Frasobliwy powstały około 1500 roku oraz barokowa grupa pasyjna pochodząca z drugiej połowy XVII wieku, powstała z dawnej belki tęczowej.